# Agrilus rhoos
Agrilus rhoos es una especie de insecto del género Agrilus, familia Buprestidae, orden Coleoptera.
Fue descrita científicamente por Królik & Niehuis, 2003.